# Flughafen Atuona

i7
i11
i13
Der Flughafen Atuona oder Flughafen Hiva Oa (IATA-Code: AUQ, ICAO-Code: NTMN) liegt 4,5 km nordöstlich von Atuona auf der Insel Hiva Oa in Französisch-Polynesien. Bis 2012 wurde dem Flughafen der IATA-Code HIX zugewiesen, welcher allerdings 2012 verändert wurde.

## Fluggesellschaften und Ziele
Die einzige Fluggesellschaft die den Flughafen im Linienbetrieb anfliegt ist Air Tahiti. Sie verbindet die Insel unter anderem mit der Hauptstadt Papeete.
| Fluggesellschaft | Ziele                               |
| ---------------- | ----------------------------------- |
| Air Tahiti       | Nuku Hiva, Papeete, Ua Huka, Ua Pou |